# Pseudochilus tricolor
Pseudochilus tricolor är en stekelart som beskrevs av Giordani Soika 1987. Pseudochilus tricolor ingår i släktet Pseudochilus och familjen Eumenidae. Inga underarter finns listade i Catalogue of Life.